# هولتبی
هولتبی (به انگلیسی: Holtby) یک روستا و محله مدنی در بریتانیا است که در City of York واقع شده‌است. هولتبی ۱۶۶ نفر جمعیت دارد.